# Comuna Mocra, Stînga Nistrului
Comuna Mocra este o comună din Unitățile Administrativ-Teritoriale din Stînga Nistrului, Republica Moldova. Este formată din satele Mocra (sat-reședință), Basarabca, Șevcenco și Zaporojeț.
Conform recensământului din anul 2004, populația localității era de 1.563 locuitori, dintre care 933 (59.69%) moldoveni (români), 560 (35.82%) ucraineni si 58 (3.71%) ruși.